# Brad Mehldau
Brad Mehldau (Jacksonville, 1970. augusztus 23. –) amerikai dzsesszzongorista, zeneszerző, hangszerelő. A Chick Corea, Herbie Hancock, Keith Jarrett, McCoy Tyner utáni korosztály dzsessztörténeti jelentőségű alakja.

## Pályakép
Zenét New Yorkban tanult, és már diákként turnézott és felvételei is születtek. A szaxofonos „Joshua Redman Quartet” együttesének tagja lett az 1990-es évek közepén, aztán saját triója született. Zenekaraival egy tucat albumot adott ki.
A 2000-es évek eleje óta Mehldau és a szólózongorázás mellett más zenei formákkal is kísérletezett. A 2002-ben megjelent Largo elektronikát, rock- és klasszikus zenészek darabjait tartalmazza. Később Pat Metheny gitárossal, Renée Fleming és Anne Sofie von Otter klasszikus énekesekkel is dolgozott, zenekari darabokat írt Highway Rider számára.
A popzene, a rock és a klasszikus zene – köztük a német romantika – elemei is fellelhetők Mehldau munkásságában.

## Lemezek
(válogatás)
- 1994 When I Fall in Love
- 1995 Introducing Brad Mehldau
- 1997 The Art of the Trio, Vol. 1
- 1998 The Art of the Trio, Vol. 2: Live at the Village Vanguard
- 1998 The Art of the Trio, Vol. 3:
- 1999 Elegiac Cycle
- 1999 The Art of the Trio, Vol. 4: Back at the Vanguard
- 2001 Art of the Trio, Vol. 5: Progression
- 2002 Largo
- 2004 Anything Goes
- 2004 Live in Tokyo
- 2005 Day Is Done
- 2005 Love Sublime
- 2006 House On Hill
- 2006 Metheny Mehldau
- Brad Mehldau discography
- Ötlemezes album: „The Art of the Trio” (Warner Records Inc.)

## Díjak
- A Down Beat olvasóinak díja: 1999, 2000, 2002, 2004, 2007, 2011, 2012.
- Grammy-díj jelölések: 1998, 2009, 2013, 2015, 2018.2019 (Best Improvised Jazz Solo).